# Tradwife
Una tradwife (un neologismo para esposa tradicional o ama de casa tradicional) es una mujer que cree en los matrimonios tradicionales y los roles de género y los practica. Algunas pueden optar por asumir un papel de ama de casa dentro de su matrimonio, y otras se centran exclusivamente en satisfacer las necesidades de su familia en el hogar.
Desde entonces, la estética de la ama de casa tradicional se ha extendido por Internet, en parte a través de las redes sociales, en las que aparecen mujeres que ensalzan las virtudes de ser una esposa tradicional.

## Estética de la mujer tradicional
La subcultura de las esposas tradicionales se basa en la defensa de valores tradicionales y, en particular, de una visión tradicional de las esposas como madres y amas de casa.
Las esposas tradicionales son diversas demográficamente y pueden tener una variedad de inspiraciones culturales. Las influencias en la tendencia varían desde la cultura estadounidense de la década de 1950, los valores cristianos y el conservadurismo.

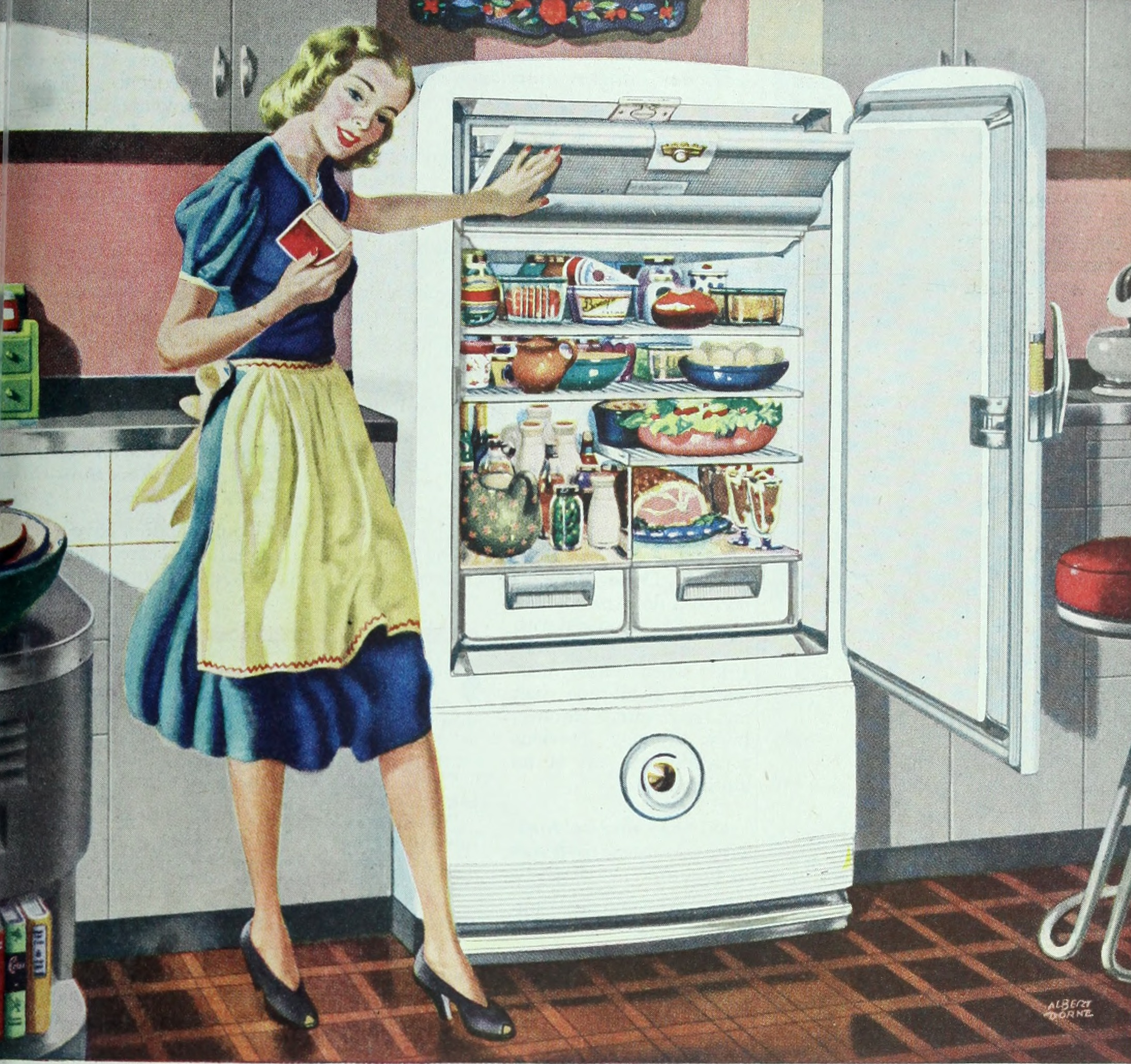
Un anuncio de Ladies' Home Journal, representando el estilo de vida idealizado por muchas amas de casa.

### Tareas
La clave de la identidad de la esposa tradicional es ser ama de casa, y las diversas actividades que implica administrar el hogar, como cocinar, limpiar y lavar la ropa. Además, se presta especial atención a la importancia de criar a los hijos.
Un informe de la revista America, una publicación católica, también informó que algunas mujeres católicas han adoptado la práctica de usar velo en la Misa, una práctica adoptada por algunas mujeres católicas como un medio de reverencia y empoderamiento.

### Finanzas
Algunas mujeres que se identifican como tradwives prefieren una división del trabajo en la que su marido gestione las finanzas familiares de manera más amplia mientras ellas se centran en la gestión de los alimentos y los consumibles del hogar. Un ejemplo destacado de esto es la canadiense Cynthia Loewen, ex Miss Tierra Canadá, que abandonó los planes de obtener un título en medicina para ser ama de casa a tiempo completo. Ella afirmó que encuentra satisfacción en el arreglo de su marido como sustentador de la familia y ella a cargo del hogar, y que es «más feliz como resultado».
Sin embargo, muchas de las celebridades de Internet que son esposas tradicionales obtienen ingresos fuera del hogar, además de administrar sus negocios de influencia en las redes sociales. Por ejemplo, Hannah Neeleman dirige negocios relacionados con la comida con su esposo, y Nara Smith es modelo profesional.

## Demografía

### Raza
Cada vez más estadounidenses negras están adoptando el concepto de matrimonio tradicional, sin utilizar necesariamente el neologismo tradwife, sino enmarcando su identidad en un matrimonio «sumiso» o «bíblico». Ellas afirman que «el matrimonio tradicional es la clave para liberarse del exceso de trabajo, la inseguridad económica y el estrés de tratar de sobrevivir en un mundo hostil a nuestra supervivencia y existencia».

### Orientación política
Seyward Darby analizó la estética de las tradwives en su libro de 2020, Sisters in Hate: American Women and White Extremism, y compartió entrevistas con mujeres que se consideran tradicionales. Descubrió que algunas mujeres del movimiento defendían principios de la extrema derecha política estadounidense, incluida la supremacía blanca, el antisemitismo, el populismo y otras creencias ultraconservadoras. Otros investigadores han identificado una amplia gama de puntos de vista políticos entre las tradwives que, aunque principalmente conservadoras, van desde lo moderado hasta lo extremo.

### Relación con el feminismo
La cultura de las tradwife tiene una relación complicada con el feminismo, siendo a veces criticada o apoyada por las feministas. Algunas de las que siguen la estética de las tradwife sugieren que se trata de un rechazo del feminismo en favor de un retorno a tiempos y sistemas familiares más simples.

## Redes sociales
El movimiento de las esposas tradicionales utiliza en gran medida las redes sociales para difundir sus ideas y estilo de vida. Se utilizan múltiples plataformas, en particular TikTok, Instagram y YouTube, para mercantilizar y difundir las ideologías conservadoras que sustentan el movimiento. También se utilizan plataformas como Reddit y 4chan para promover las relaciones heterosexuales tradicionales.
Según una investigación algorítmica realizada por Media Matters for America, es probable que la audiencia de mujeres tradicionales también vea videos de teorías conspirativas, ya que las recomendaciones de videos conspirativos aumentan en concordancia con la audiencia de mujeres tradicionales.
El creciente éxito de las esposas tradicionales contemporáneas se debe al uso inteligente y activo de las redes sociales y a su posicionamiento persistente como influenciadoras en línea.